# Plabennec
Plabennec (bret. Plabenneg) – miejscowość i gmina we Francji, w regionie Bretania, w departamencie Finistère.
Według danych na rok 2007 gminę zamieszkiwało 7679 osób.